# Emanuel Schulz

Emanuel Schulz (2013)

Emanuel Schulz (* 2. März 1975 in Wien) ist ein österreichischer Komponist und Dirigent. Er gilt als Entwickler der Archetypen-Musikmethode.

## Leben und Wirken

### Familie und musikalische Laufbahn
Emanuel Schulz entstammt einer bekannten Wiener Musikerfamilie. Er ist ein Sohn von Ingeborg Schulz und Walther Schulz, der 1. Solo-Cellist der Wiener Symphoniker war und als Cellist im Haydn-Trio Wien wirkte. Er ist damit auch der Bruder von Christian Schulz.
Schulz begann im Alter von sechs Jahren mit dem Klavierspiel, später lernte er auch Violine. An der Wiener Musikuniversität studierte er Komposition bei Iván Eröd, Medienkomposition bei Klaus-Peter Sattler, Dirigieren bei Leopold Hager und Violine bei Gerhard Schulz. Sein Studium schloss er mit dem Magister artium ab.
2003 übernahm er die musikalische Leitung der Mozart-Konzerte Schloss Stuppach. Seit 2008 ist er künstlerischer Leiter der im Jahr 2000 vom Flötisten Wolfgang Schulz gegründeten Camerata Schulz, mit der er unter anderem beim Carinthischen Sommer gastierte.
Als Dirigent leitete Schulz zum Beispiel den Wiener Jeunesse Chor, das Wiener Mozart Orchester, die Wiener Sängerknaben, das Tonkünstler-Orchester Niederösterreich, das MAV Symphony Orchestra Budapest, das Orchestra Sinfonica Portuguesa, die Gustav Mahler Akademie Bozen und trat unter anderem im Wiener Musikverein, im Wiener Konzerthaus und an der Wiener Staatsoper. CD-Veröffentlichungen erfolgten bei Camerata Tokyo und ORF, u. a. mit dem Ensemble Wien Berlin, das sich aus Solisten der Wiener Philharmoniker und Berliner Philharmoniker zusammensetzt.
Schulz arbeitete mit Künstlern zusammen wie Paul Gulda, Hans-Jörg Schellenberger, Christian Altenburger, Sebastian Holecek, Werner Hollweg, Franz Bartolomey, Walter Auer, Wolfgang Schulz, dem Haydn-Trio Wien, Musikern der Wiener und Berliner Philharmoniker, dem Ensemble Wien-Berlin, dem indischen Künstler Prabhakar Dhakade Guruji und dem Rockmusiker Matthew Malley (ehemaliges Mitglied der Formation Counting Crows), dem Fernsehmoderator Hans Georg Heinke oder dem Regisseur Titus Hollweg. Eine musikalische Zusammenarbeit erfolgte außerdem mit der österreichischen Boy-Band iBros.

### Lehrtätigkeit
Schulz unterrichtete an der Sommerakademie Allegro Vivo, der University of Bloemfontein (Südafrika) und an der Gustav Mahler Akademie Bozen. Von 2012 bis 2013 leitete er zusammen mit dem Regisseur Titus Hollweg die Opernwerkstatt der Wiener Sängerknaben: die Oper U-Musik wurde gemeinsam mit Schülern des Oberstufenrealgymnasiums der Wiener Sängerknaben geschrieben, komponiert und aufgeführt. 2016/2017 war er Kompositionsdozent und künstlerischer Leiter des Musicals Trumpf sticht bei den Wiener Sängerknaben. Seit 2020 leitet er eine Kompositionsklasse am Theresianum Wien.

## Kompositorisches Werk
Kompositionsaufträge erhielt Schulz in den Bereichen Theater, Film, Konzert und Corporate Music. Seine Spezialitäten sind die Einbeziehung fremder Kulturen (Indien, Afrika), die Übersetzung archetypischer Urbilder in Musik und die künstlerische Arbeit mit und für Jugendliche. Er komponierte mehrere Bühnenwerke für die Jeunesse Musicale: die Kinderoper Der fremde Planet und das Oratorium Lichtung. Für die Wiener Sängerknaben komponierte er die Kinderoper Märchen Matrix, deren Uraufführung im Wiener Musikverein auch Aufführungen in der Wiener Kammeroper folgten.
Kompositionen auf dem Gebiet Theater / Film sind Hamlet – der Film im Off Theater Wien, das Musical Homodrom im Studio Moliere Wien, William Blakes Divine Humanity im New Player’s Theatre London und mehrere Image-Filme für Telemach Film (u. a. für den Verlag Goldman) sowie für Ecoduna. Für das Schauspiel Mahabharata im Dschungel Wien (Theaterhaus) zeichnete er für die Kompositionen und das Sounddesign verantwortlich. Gemeinsam mit einer Kompositionsgruppe der Wiener Sängerknaben komponierte er die Musicals U – Music und Trumpf sticht, deren Aufführungen er selbst im MuTh dirigierte. Für „Stimmen & Co.“ komponierte er 2019 die Musicals The Secret Garden und X-Mess rettet Weihnachten, die beide 2019 im Dschungel Wien uraufgeführt wurden.
Aufträge für Interkulturelle Kompositionen erhielt Schulz von den Wiener Philharmonikern (Mangaung String Programme, Südafrika) und dem Festival Allegro Vivo unter der Leitung von Bijan Khadem-Missagh für das indisch westliche Oratorium Puja Trinity. Die Uraufführung wurde auf Ö1 übertragen und ist 2008 auf der ORF-CD Metamorphosen erschienen.
2017 erschien die Pop CD Eliem – The Album beim italienischen Label „Culture of the Spirit“. Die Kompositionen von Eliem widmen sich dem sogenannten heiligen weiblichen Prinzip oder „sacred feminine“ (Göttin).

### Projekte
Schulz entwickelte das System „Archetype Music“ (Archetypen-Musik-Methode), in welchem jeder Person gemäß der Archetypenlehre nach C. G. Jung gemäß seiner Charakterzüge eine Tonart zuzuordnen ist. Diese Methode findet Einsatz in den Bereichen Corporate Music. Hier seien Markenentwicklung zu erwähnen, etwa für „Klimaprogramm Niederösterreich“ oder „Schilcherland“, sowie Tätigkeiten im Bereich des Music-Consultings für Weihnachts- und Ostermärkte, Schloss Schönbrunn.
Emanuel Schulz wirkte unter anderem im Wiener Hotel Imperial und komponierte dort auf die Gäste zugeschnittene Musik. Auch für den Vienna Aquatic Schwimmclub komponierte Schulz eine Vereinshymne, die als Ceremonial Music bei der Medaillenzeremonie verwendet wird, die für die Athleten und Athletinnen sehr motivierend wirkt und den Vereinsspirit der Leistungsbereitschaft und des Siegeswilllen zum Ausdruck bringt.
Im Rahmen von Musik-Energetik veranstaltet er Workshops und hält Vorträge in der Wiener Privatklinik Goldenes Kreuz, und zu Traumatherapie im UNUM Institut Wien. Außerdem hat Emanuel Schulz zusammen mit seiner Frau Elisabeth eine Methode entwickelt, die das westliche Tonartensystem, die Archetypenlehre sowie indische Musiktherapie miteinander verbindet. Beide bieten hierzu Workshops an.